# محمد أحمد (لاعب كرة قدم مواليد 1987)
محمد أحمد (23 مايو 1987) لاعب كرة قدم بحريني يلعب حاليا لصالح نادي الدرجة الأولى الحالة البحريني في خط الوسط من 2005.